# 良正院 (知恩院)
良正院（りょうしょういん）は京都府京都市東山区にある浄土宗知恩院の塔頭の1つである。通常は非公開。
境内には、障害者支援施設である社会福祉法人大照学園が併設されている。

## 歴史
寛永年間、徳川家康の次女である督姫（とくひめ）の菩提を弔うため、岡山藩主池田忠雄が堂宇を建立した。

## 文化財

### 重要文化財
- 本堂（方丈） - 入母屋造、桟瓦葺。狩野派による襖絵がある。狩野山楽の子、狩野伊織の作とされる。（昭和61年5月24日指定）
- 表門 - 一間薬医門、本瓦葺、脇門付。（昭和61年5月24日指定）

## 『戦友』歌碑
門前に軍歌『戦友』の冒頭の歌詞である「ここはお国を何百里」が刻まれた碑がある。この歌の作詞者である真下飛泉が1926年に良正院の近所で死去したのち、教え子によって建てられた。

## アクセス
- 京都市バス神宮道下車　徒歩5分